# اولنا چرواتووا
اولنا چرواتووا (اوکراینی: Олена Череватова؛ زادهٔ ۱۷ ژوئیهٔ ۱۹۷۰) قایقران کایاک، و قایقران کانو اهل روسیه است.